# 西拉井
西拉(希伯來語：‎)或西拉井(the well of Sirah)是中東一個井的名字，位於希伯崙以北約1.6公里的路程。根據《聖經·撒母耳記下》第三章26節的記載：
|  | 約押從大衛那裡出來、就打發人去追趕押尼珥、在西拉井追上他、將他帶回來．大衛卻不知道。 |

之後，約押與押尼珥回到希伯崙，並在那裡把他殺了，以報押尼珥殺了約押的兄弟 亞撒黑的仇。

## 外部連結
- 《藍字聖經》：Strong's H05626